# ギヤースッディーン・ムハンマド (イルハン朝)
ギヤースッディーン・ムハンマド（ペルシア語：غیاث‌الدین محمد Ghiyāth al-Dīn Muḥammad、? - 1336年）は、14世紀のイルハン朝のワズィール（宰相）。ラシードゥッディーンの子。

## 生涯

### ワズィールになる
1327年8月、アブー・サイード・ハンは続いてチョバンが挙兵する前にチョバン一味を殺すよう、諸将に命令した。ホラーサーンにいたチョバンはこの知らせをうけ、アブー・サイード・ハンから遠ざけるために連れてきていたルクン・ウッディーン・サーインを殺した。その後チョバンとアブー・サイードは争い、捕らえられたチョバンは10月に処刑された。
後任のワズィールはラシードゥッディーンの子ホージャ・ギヤースッディーン・ムハンマドとホラーサーンの貴族アラー・ウッディーン・ムハンマドとが分担した。しかし、アラー・ウッディーン・ムハンマドは1328年5月に更迭された。ギヤースッディーン・ムハンマドは農業の振興、父のラシードゥッディーンの死後悪化していた財務の整理につとめた。彼はラシードの旧敵にも愛され、数々の恩恵を受けた。

### ナリン・トガイの反乱
1328年、ホラーサーンの司令官であるナリン・トガイはヘラート王ギヤースッディーン・イブン・ルクヌッディーンと仲たがいをし、ヘラート公国をも自分の管轄に入れようとした。このことをヘラート王ギヤースッディーンはアブー・サイードに訴えると、アブー・サイードは母方の叔父であるアリー・パーディシャーを新たな長官として、ムハンマド・ベイとタシュ・ティムールをつけてホラーサーンに派遣した。するとナリン・トガイはアブー・サイードのいうことは誤りだと説明し、アリー・パーディシャーは引き返そうとした。アブー・サイードは何度かホラーサーンへ向かうよう命じたが、アリー・パーディシャーは応じようとしなかった。そこでアブー・サイードはアリー・パーディシャーはバグダードへ追放、ムハンマド・ベイはホラーサーンへ行かせ、タシュティムールはスルターニーヤへ出頭するよう命じた。タシュ・ティムールは数人の大アミールとギヤースッディーン・ムハンマドからなる委員会の尋問を受けた。タシュ・ティムールが疑惑を否定したため、ギヤースッディーン・ムハンマドは彼を無罪とし、アブー・サイード・ハンも彼を赦した。そこで、アブー・サイード・ハンはタシュ・ティムールにホラーサーンへ向かわせた。タシュ・ティムールはナリン・トガイと会うと、宮廷に不満があったため、ワズィールのギヤースッディーン・ムハンマドを殺す計画を立てた。ナリン・トガイらはスルターニーヤへ進軍し、途中、アリー・パーディシャーも合流した。ナリン・トガイはスルターニーヤに到着したが、アブー・サイードに謁見することを許されなかった。そこでナリン・トガイはギヤースッディーン・ムハンマドに直接会いに行くことにし、親族のトルトというものに協力を求め、武器を持った一隊を近所のマドラサに配置した。しかしトルトは事前にギヤースッディーン・ムハンマドにこのことを伝えたが、ギヤースッディーン・ムハンマドは信じなかった。武器を持ったままギヤースッディーン・ムハンマドの邸宅に行ったところ、ギヤースッディーン・ムハンマドの弟アミール・アフマドによって武器を取り上げられ、そのままギヤースッディーン・ムハンマドのところへ案内された。丸腰になったナリン・トガイは急にギヤースッディーン・ムハンマドにへつらい、アブー・サイード・ハンに会わせてほしいことを伝えた。ギヤースッディーン・ムハンマドはこれを快く受け入れた。その後ナリン・トガイはマドラサの門のところでギヤースッディーン・ムハンマドが通るのを待ち伏せていたが、ギヤースッディーン・ムハンマドが別の道を通ってアブー・サイード・ハンのところへ行ったので暗殺は失敗した。ギヤースッディーン・ムハンマドはナリン・トガイが会いたがっていることをアブー・サイードに伝えたところ、陰謀を事前に知っていたアブー・サイード・ハンはギヤースッディーン・ムハンマドが無事であることに驚いた。すぐに逮捕令が出されたが、ナリン・トガイは何とか逃げだし、ライ付近の山中に隠れたが、そこでウイグル人将校に捕らえられて逮捕された。まもなくカズヴィーン地区にいたタシュ・ティムールも逮捕された。
1329年10月、ナリン・トガイとタシュ・ティムールは処刑された。アリー・パーディシャーはハーッジー・ハトゥンの弟ということで免職されるにとどまった。ホラーサーンの新たな長官にアミール・シャイフ・アリーが任命された。

### シャイフ・ハサンの失脚
アミール・シャイフ・ハサン（大ハサン）は前妻のバグダード・ハトゥンと密通し、アブー・サイードの暗殺を企てたと告発された。アブー・サイードは彼を逮捕し、死刑を宣告したが、彼の叔母の懇願を受けて助命した。これによってアブー・サイードからバグダード・ハトゥンへの情愛は薄れたが、のちにこの告発が嘘だったことがわかるとふたたび情愛が復活した。以降、バグダード・ハトゥンはイルハン朝で大きな影響力を発揮し、ワズィールのギヤースッディーン・ムハンマドとともに国家の大権を二分した。

### インジュウの反乱
マフムード・シャー・インジュウはチョバンの庇護を受けて長い間ファールスの長官を務めていたが、1333年にアミール・ムザッファル・イーナークが新たな長官となると、彼に恨みを抱くようになり、スルターン・シャー、ムハンマド・ベイ、ムハンマド・ピルテン、ムハンマド・クシュジらとともにアミール・ムザッファル・イーナークを襲撃した。アミール・ムザッファル・イーナークは自分の邸宅の屋根から宮殿にまで逃れ、アブー・サイードの玄関に追い詰められた。アブー・サイードも身の危険を感じたため、アミール・ムザッファル・イーナークを差し出そうとしたが、ソルカン・シラとホージャ・ルールーの援軍が来て謀反人たちは捕らえられた。彼らは死刑を宣告されたが、ギヤースッディーン・ムハンマドのとりなしによって禁固刑に減刑された。

### アルパ・ケウンの即位
1334年8月、ジョチ・ウルスのウズベク・ハンがデルベンドから侵攻の準備しているという知らせがあったため、アブー・サイードはこれを防衛しようとしたが、病気にかかり、それがもとで翌年（1335年）11月30日にアッラーン州のカラバグで薨去した。アブー・サイードには子がいなかったため、ワズィールのギヤースッディーン・ムハンマドらはアリクブケの後裔であるアルパ・ケウンを推戴し、第10代イルハンに即位させた。アルパ・ケウン・ハンはバグダード・ハトゥンが平素から自分を軽蔑していたことを知ると、アブー・サイード・ハンを毒殺したとして処刑した。また、マフムード・シャー・インジュウも処刑した。スルターン・シャー、ムハンマド・ベイ、ムハンマド・ピルテン、ムハンマド・クシュジらも処刑しようとしたところ、ギヤースッディーン・ムハンマドのとりなしによってそれは阻止された。

### 死去
1336年、アリー・パーディシャーは自分に内緒でアルパ・ケウンを即位させたことに不満を持ったため、バイドゥ・ハンの孫ムーサをハンに擁立してアルパ・ケウンとギヤースッディーン・ムハンマドに忠誠的でなかった者らを集めて反旗を翻した。4月29日、ジャガトゥ地区で戦闘となり、アルパ・ケウン・ハンは敗北して逃走し、ギヤースッディーン・ムハンマドとその弟ピール・スルターンは捕らえられた。アリー・パーディシャーはギヤースッディーン・ムハンマドを助命しようとしたが、反乱軍の諸将が一致して処刑を要求したため殺害した。彼らはギヤースッディーン・ムハンマドの庇護下にあった人々の家畜、莫大な貨幣、宝飾品、金銀の皿、書籍などを掠奪した。